# Pycnogonum tuberculatum
Pycnogonum tuberculatum is een zeespin uit de familie Pycnogonidae. De soort behoort tot het geslacht Pycnogonum. Pycnogonum tuberculatum werd in 1963 voor het eerst wetenschappelijk beschreven door Clark. 